# Cordylomera filicornis
Cordylomera filicornis är en skalbaggsart som beskrevs av Duffy 1952. Cordylomera filicornis ingår i släktet Cordylomera och familjen långhorningar.
Artens utbredningsområde är Botswana. Inga underarter finns listade i Catalogue of Life.